# Drenovtsi
Drenovtsi (en macédonien Дреновци) est un village du centre de la Macédoine du Nord, situé dans la municipalité de Dolneni. Le village comptait 231 habitants en 2002. Le village est connu pour être cité dans une chanson macédonienne traditionnelle, Oy, ti Paco Drenovtchanké (Ој, ти Пацо Дреновчанке ; Ô, toi Patsa de Drenovtsi), dont la mélodie est la même que celle de la chanson turque Üsküdar'a gideriken.

## Démographie
Lors du recensement de 2002, le village comptait :
- Macédoniens : 231